# Arkoe
Arkoe  è un comune degli Stati Uniti d'America, nella contea di Nodaway, nello Stato del Missouri.

## Geografia fisica
Secondo lo United States Census Bureau, il villaggio ha una superficie totale di 0,36 km².

## Storia
Arkoe venne fondata nel 1906 lungo il percorso originale della linea ferroviaria Platte Country Railroad, riorganizzato nel 1867 come il Missouri Valley Railroad.